# The Penguin Dictionary of Curious and Interesting Numbers
The Penguin Dictionary of Curious and Interesting Numbers — справочник по занимательной математике и теории чисел, написанный Дэвидом Уэллсом и изданный в мягкой обложке издательством Penguin Books в 1986 в Великобритании. Репринтное издание было издано в 1997 г. (ISBN 0-14-026149-4).

## Содержание
Статьи справочника идут в алфавитном порядке, за исключением первых двух статей, посвящённых −1 (отрицательной единице) и мнимой единице — числу i. В книгу включены некоторые иррациональные числа, меньшие 10, но в основном она посвящена целым числам. В справочнике описано каждое из первых 42 натуральных чисел (включая число 39, которое описано как первое неинтересное число). Последняя статья справочника посвящена числу Грэма.
Вдобавок к самому словарю чисел, книга содержит список математиков в хронологическом порядке (родившихся до 1890 года), краткий глоссарий, библиографию и восемь справочных математических таблиц.

## Обзоры
Брайан Блэнк (англ. Brian Blank) в обзоре нескольких книг для College Mathematics Journal назвал эту книгу очаровательной и интересной (англ. a charming and interesting book). Chicago Tribune также описала это издание как «увлекательную книгу обо всём, что касается чисел» (англ. a fascinating book on all things numerical). Напротив, Christopher Hirst в книжном обзоре для The Independent назвал её «томиком, который покажется увлекательным и интересным только пропеллероголовым» (англ. a volume which none but propeller-heads will find either curious or interesting).